# Kathedralbasilika der Unbefleckten Empfängnis (Mobile)

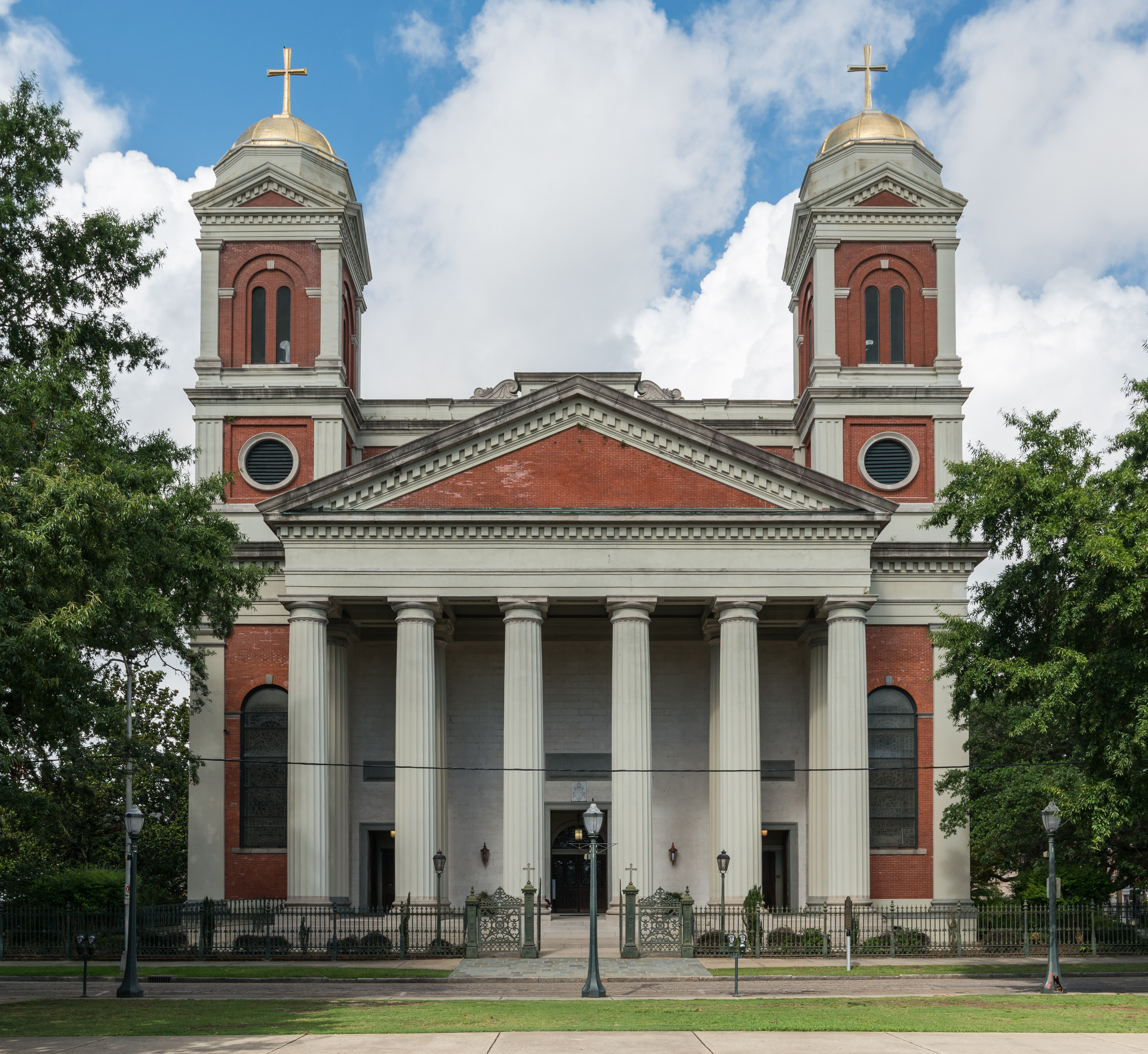
Portal der Kathedrale

Innenraum

Die Kathedralbasilika der Unbefleckten Empfängnis (englisch Cathedral Basilica of the Immaculate Conception) ist eine römisch-katholische Kirche in Mobile im US-amerikanischen Bundesstaat Alabama. Die Kathedrale des Erzbistums Mobile mit dem Patrozinium Unbefleckte Empfängnis trägt den Titel einer Basilica minor. Sie ist als Teil zweier historischer Viertel im National Register of Historic Places aufgeführt.

## Geschichte
In der damals französischen Kolonie wurde die Pfarrei von Mobile am 20. Juli 1703 von Jean-Baptiste de la Croix Chevrière de Saint-Vallier, Bischof von Quebec, in der Zitadelle von Fort Louis de la Louisiane als erste an der Golfküste gegründet.
Nach Verlegung der Siedlung Mobile an ihren heutigen Standort 1711 erhielt die Gemeinde in spanischer Zeit 1781 den Namen Immaculata Conception. 1781, während der spanischen Zeit von Mobile, erhielt die Gemeinde als Inmaculada Concepción ihren heutigen Namen. 
Mobile wurde 1829 mit dem Franzosen Michael Portier zum ersten Bischof zur Diözese erhoben. Als erste Kathedrale wurde eine kleine Holzkirche am Friedhof genutzt, wo sich die heutige Kathedrale befindet, deren Planung bald einsetzte. Die Kathedrale wurde 1833 von Claude Beroujon als klassizistische Basilika im Stil des Greek Revival entworfen. Der Bau begann 1835, aber die Wirtschaftskrise von 1837 verzögerte den Fortschritt. Die Kathedrale wurde 1850 von Bischof Portier geweiht. Nach schweren Beschädigungen durch die Explosion eines nahen Munitionsdepots 1865 konnte die Fertigstellung des Portikus erst in den 1870er Jahren und die der Türme erst 1884 erfolgen. Die großen Buntglasfenster von der Mayer’schen Hofkunstanstalt wurden zwischen 1890 und 1910 installiert. 1954 kam es durch einen Brand zu starken Beschädigungen, die erhebliche Wiederherstellungsarbeiten unter anderem an den Buntglasfenstern erforderten.
1962 erhob Papst Johannes XXIII. die Kathedrale zur Basilica minor. Die letzte Renovierung fand in den 2000er Jahren statt, bei der die Gänge einen Marmorboden mit den Wappen der Bischöfe und Erzbischöfe von Mobile erhielten.

## Architektur
Der etwa nach Osten ausgerichtete, klassizistische Portikus wird von acht massiven Säulen im römisch-dorischen Stil geprägt. Seitlich erheben sich die 31 Meter hohen Kirchtürme der Doppelturmfassade. Dahinter erstreckt sich das dreischiffige Gebäude 50 Meter nach Westen bei einer Breite von 27 Metern. Das Tonnengewölbe ragt ragt im Scheitel 18 Meter hoch.  

## Ausstattung

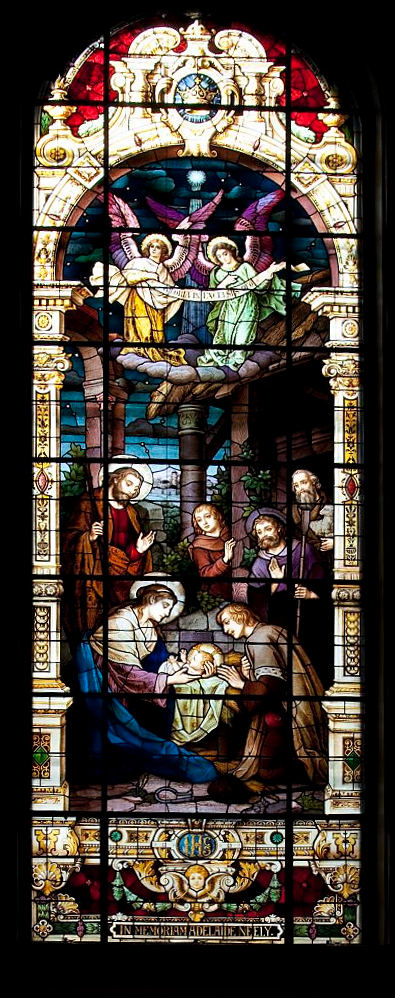
Buntglasfenster

Den auffälligsten Teil der Ausstattung bilden die in München gefertigten Buntglasfenster. Die zwölf Hauptfenster an den Seiten sind ungefähr 2,4 Meter breit und 7,0 Meter hoch. Sie zeigen verschiedene Marienereignisse, die Maria in das Leben ihres Sohnes Jesus einbeziehen. Hinzu kommen weitere Bilder neben dem Portikus und im Foyer.
Nach dem Brand wurde eine neue Kanzel aus Mahagoni installiert. Über dem Altar wurde ein massives Ziborium aus Bronze hinzugefügt, das von vier Marmorsäulen getragen wird. Die Orgel aus dem Jahr 1858 wurde durch ein neues Instrument der Wicks Organ Company mit 3000 Pfeifen in 47 Registern ersetzt.